# 侠客行 (游戏)
《侠客行》是一款中国大陆MUD游戏，于1995年运行。

## 简介
1995年，方舟子因对台湾MUD游戏《东方故事2》加入了大量玄幻要素不满，集结翔少爷、时空、丁、草鱼组成了一个五人小组，开发文字MUD《侠客行》并在北美运营。
1996年月，《侠客行》服务器遭受一名玩家的黑客攻击，玩家将其中的程序全部拷贝。团队警告了该玩家，结果该玩家将拷贝的所有文件在一个站点上公开供免费下载。《侠客行》小组为应对源代码泄露选择了主动将源代码开源化。
1996年5月更换服务器前后，方舟子和几个创始人因为工作变动，只留了一人看顾游戏。因为人手的关系，该创始人从玩家中提拔了几个人手（被称为“巫师”），赋予很大的权限来协助管理。但由于进入的巫师与其他创始人之间并不熟悉，但权限却平齐，引起权限的混乱。权限的混乱引起了玩家的不满，也让系统处于极度不稳定中。
方舟子为了整顿下巫师队伍，收回部分权限，引起巫师队伍的不满。1997年10月，方舟子发出一个备忘录，就权限问题与巫师们进行沟通，但到了后来，巫师们自建小团队，并排斥创始人们。
1997年5月，方舟子宣布退出《侠客行》。1997年10月，方舟子发表声明，宣布只要在不商业化的前提下，任何人都可以任意使用、改写《侠客行》，任何人都无权垄断《侠客行》的使用、开发或商业化。

## 影响
《北大侠客行》于1996年运行，使用侠客行原作代码，最初服务器在设置于北京大学东门物理楼的一台服务器上，至2025年仍在运营。